# Fernet-Branca
Pour les articles homonymes, voir Fernet, Branca, Musée d'art contemporain Fernet-Branca et Distillerie Fernet-Branca.

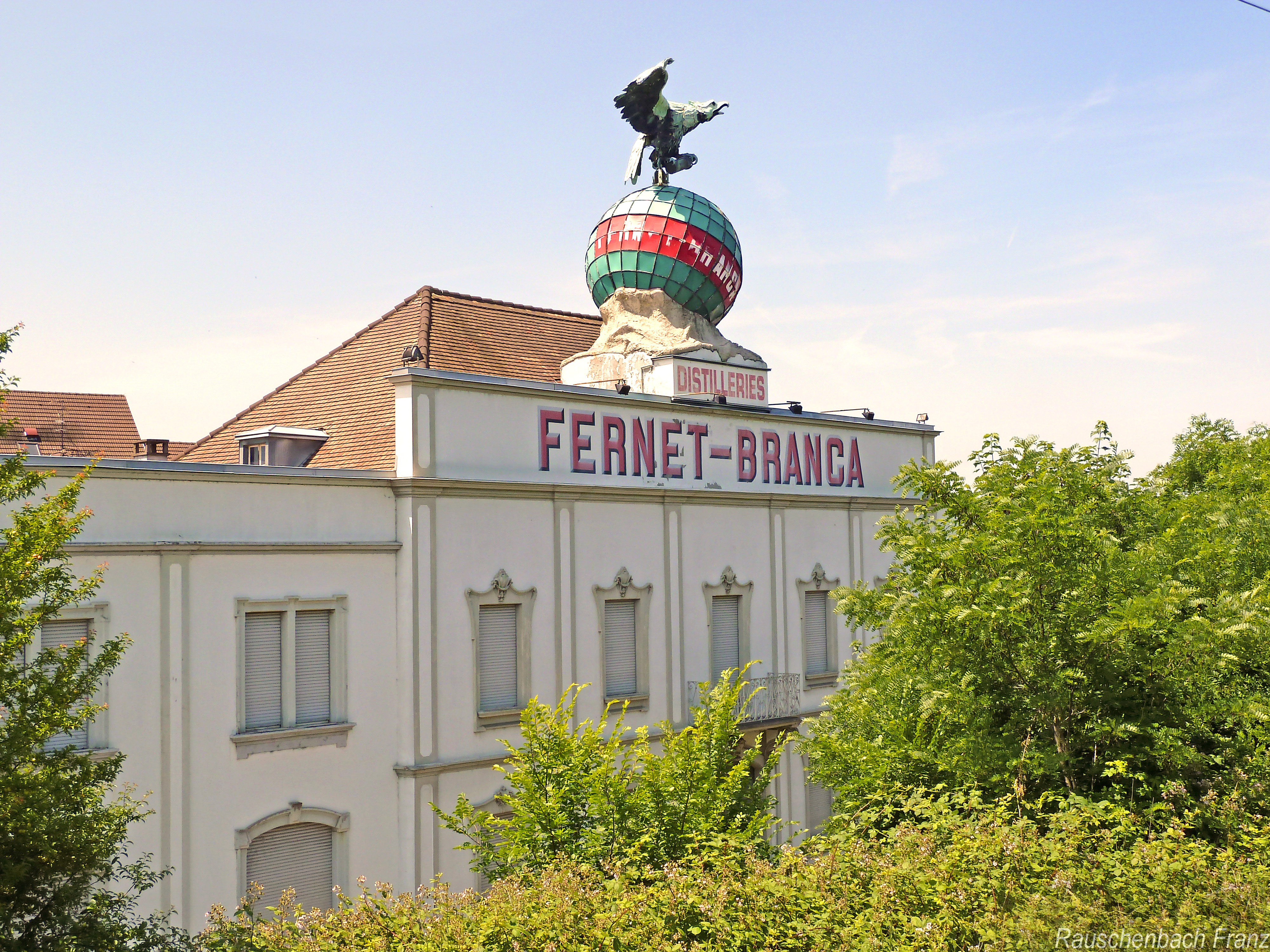
L'ancienne distillerie de Saint-Louis, en 2013.

Fernet-Branca est la dénomination commerciale d'un amer italien, inventée en 1836 par Bernardino Branca.

## Description

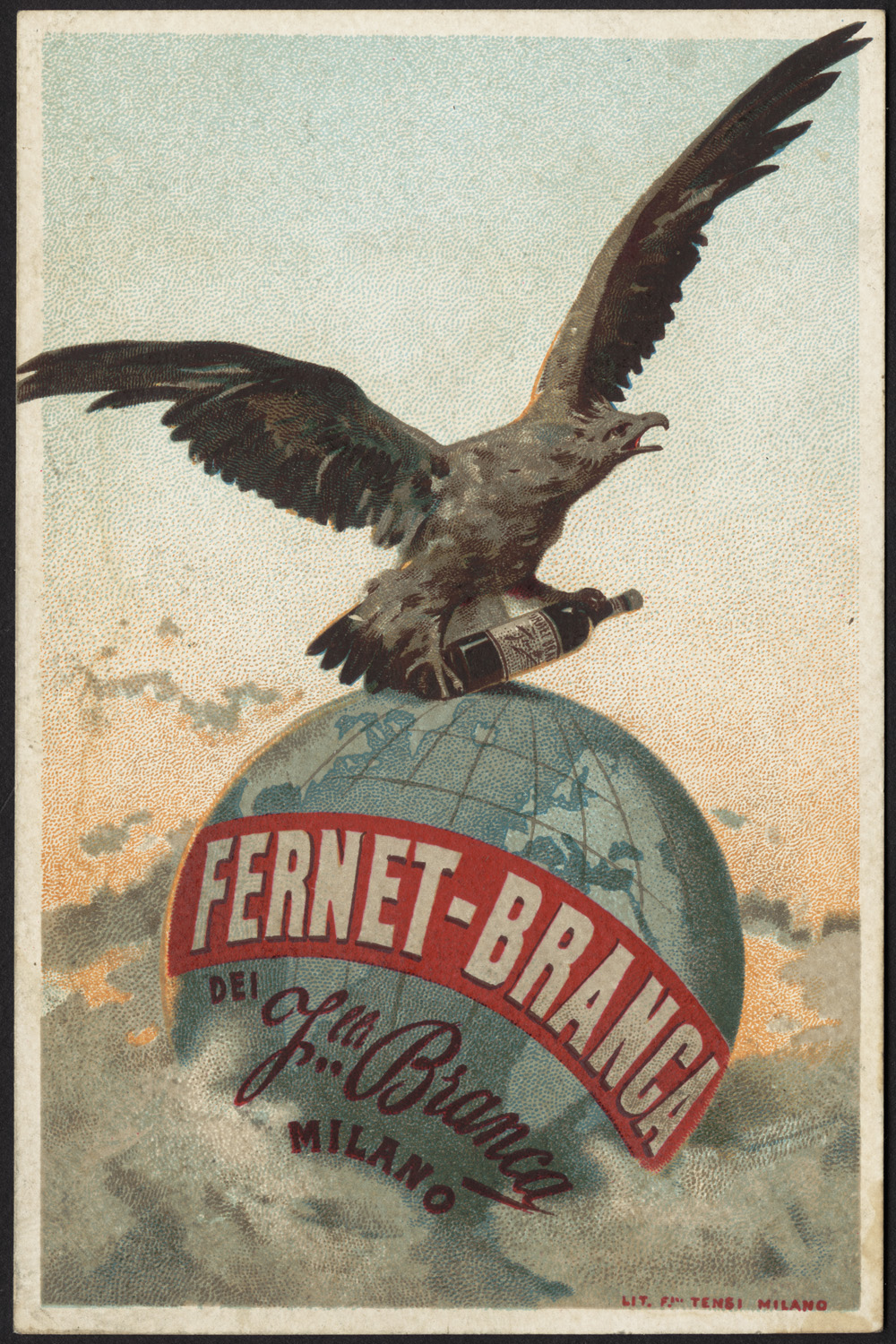
Publicité pour Fernet-Branca (avant 1900).

Souvent présenté comme remède aux conséquences d’une forte ivresse
, c’est une boisson alcoolisée à base de plantes au goût fort amer. Il contient entre autres de la gentiane, de la rhubarbe, de l’aloès, de la camomille, de la rue, de l’angélique, du safran, et vieillit un an en foudres.
Le Fernet-Branca peut se boire en apéritif, en digestif, voire en cocktail.
Il est également réputé pour les estomacs fatigués. « Il est également entouré, dit Harry Sword, d’un mythe qui le présente comme un excellent moyen de faire passer une grosse gueule de bois. » Il est fabriqué depuis 189 ans en Italie.
Une des distilleries du Fernet-Branca était située à Saint-Louis (Haut-Rhin). Le 22 juillet 1907, l’entreprise de construction Broggi et Appiani -  entrepreneurs de travaux en maçonnerie et ciment, dépose une demande d’autorisation de bâtir au maire de Saint-Louis Jules Tilger, pour le compte de la famille Branca de Milan, selon les plans de l’architecte milanais G. Merlini. L’activité de distillerie débute en 1909 et produit le digestif aux plantes amères portant le nom de son inventeur. La distillerie alsacienne produit en moyenne 300 000 bouteilles par an. Le bâtiment est surplombé d’un globe sur lequel est perché un majestueux aigle en cuivre, emblème de la marque, réalisé pour dominer le pavillon de cette entreprise à l’ exposition internationale de Milan en 1906. À la demande de Jean Ueberschlag, député-maire de Saint-Louis, le préfet de la Région Alsace, par arrêté du 4 juillet 1996, a inscrit sur l’ Inventaire supplémentaire des monuments historiques, la façade ainsi que l’aigle et le globe qui la surmontent. Le 22 juillet 2000, la production est définitivement arrêtée à Saint-Louis et est depuis 2004 le Musée d'art contemporain Fernet-Branca.
Cette liqueur est encore particulièrement appréciée en Argentine, en Bolivie, au Paraguay et en Uruguay, où elle est généralement consommée mélangée avec du cola.

## En cocktail
Le Hanky panky est un cocktail reconnu comme un grand classique, servi « up » c'est-à-dire sans glaçons après dilution au verre à mélange ; il a été inventé en 1903 à Londres, au bar de l'hôtel Savoy, par une barmaid, Mrs. Ada Coleman, pour sir Charles Hawtrey, acteur et mentor du dramaturge Noel Coward. Elle en a donné le récit de la genèse, publié dans les pages du magazine The People en 1925.
Les doses recommandées sont deux traits de Fernet-Branca, ainsi que du gin et du vermouth italien à mesures égales, mélangées au shaker :
- 1/5 de vermouth italien
- 1/5 de gin
- Deux traits de Fernet-Branca.

L'acteur Marcello Mastroianni a inventé un cocktail moitié Fernet-Branca moitié Amaretto, intitulé le Splendor, sur le tournage du film éponyme d'Ettore Scola.

## En Argentine
Troisième alcool le plus apprécié en Argentine après le vin et la bière, il était à l'origine bu par les immigrés italiens nostalgiques du pays. Le Fernet-Branca est aujourd'hui énormément consommé dans les soirées et les boîtes de nuit, mélangé avec du Coca-Cola et des glaçons. C'est à Córdoba que ce cocktail, couramment appelé Fernet-Coca, a vu le jour,.
On applique plus ou moins les proportions suivantes :
- Quantité de glaçon au goût ;
- 30% de Fernet-Branca ;
- 70% de Coca-Cola.

En général il est préparé dans un grand verre, ou une bouteille de cola coupée en deux.

## Évocations artistiques

### Cinéma
- Fortunat — Juliette (Michèle Morgan) entame un Fernet-Branca, qu'elle ne finit pas, la boisson étant probablement imbuvable.
- Les Nuits de Cabiria, Fellini — Au sortir d'une séance d'hypnose durant laquelle Cabiria a été la risée du public, elle est invitée par un comptable, touché par sa candeur, à boire un Fernet (pour raffermir son organisme).
- The Dark Knight Rises — Alfred dit aimer cette boisson et en prend une dans un café qui borde l'Arno, à Florence.
- Le père Noël est une ordure — Thérèse demande un petit verre de Fernet-Branca à Josette alors qu'elle est prise d'un malaise à la suite de la mort du réparateur d'ascenseurs.
- Le Fils de l'épicier — Une cliente (Liliane Rovère) demande à Nicolas Cazalé du Fernet-Branca.
- Rue Mandar d'Idit Cebula — À la fin du film, Emma (Sandrine Kiberlain) se demande ce qu'est le Fernet-Branca, et Richard (Richard Berry)  lui répond que « c'est de l'alcool d'artichaut », confondant avec le Cynar.

### Bande dessinnée
- Carmen Cru de Jean-Marc Lelong — Le Fernet-Branca est la boisson préférée de Carmen Cru.
- Odilon Verjus de Yann et Verron — Dans le tome 2, Pigalle, le Fernet-Branca est dit être la seule boisson alcoolisée autorisée au Vatican.

### Livres
- Les Ritals, roman autobiographique de François Cavanna — Le Fernet-Branca, évoqué sous le nom de Fernat, est dit apprécié par "les Italiens" comme remède miracle, et détesté par "les Français".
- Zazie dans le métro, de Raymond Queneau — le Fernet-Branca tient un rôle important, et est distingué pour son utilité première : Fernet-Brancard...
- Vernon Subutex, 3 de Virginie Despentes — Le père de Sylvie était "défoncé au Fernet-Branca qu'il mélangeait à ses calmants".
- Si c’était à refaire de Marc Levy — Le Fernet-Branca est la boisson préférée d’Andrew Stilman
- Jeu pour les vivants (en) (1958) et Une créature de rêve (en) (1987), de Patricia Highsmith — Quelques personnages consomment parfois du Fernet-Branca.

### Spectacles
- Lâcher de vamps du duo comique Nicole Avezard et Dominique de Lacoste — Lors de "la prochaine galette dansante" du club des Joyeux Moutons.
- La Coloc' du brancardier d'Hervé Guillemot (2017) — Robert, le "coloc' en chef", «s'arsouille au Fernet-Branca ! » dit son colocataire Slimane.
- Nuit d'ivresse — Josiane Balasko propose à Michel Blanc du Fernet-Branca "contre sa gueule de bois".

### Autres évocations
- Le 2e Régiment étranger d'infanterie est stationné

à Nimes, au quartier colonel de Chabrières.
Traditionnellement, ses officiers prennent, au mess, du Fernet-Branca[réf. souhaitée], en mémoire de ce colonel, qui a été mortellement blessé à Magenta en 1859.